# 季昭子
季昭子（？—？），中国春秋時期鲁国政治人物，姬姓，季孙氏，名强，谥号昭，季孙肥的后代，鲁悼公时代的鲁卿。《礼记·檀弓》鲁悼公去世时，他曾经向孟敬子问礼。